# Yanji
Yanji ou Yenki (延吉) é uma cidade da província de Jilin, na China. Localiza-se no nordeste do país. Tem cerca de 539 mil habitantes. É a cidade chinesa mais próxima à fronteira com a Coreia do Norte, distando cerca de 45 km desta. Cerca de 2/3 da sua população são refugiados do país vizinho.

## Coreanos em Yanji
A diáspora coreana na China tem população significante em ao menos onze grandes cidades no país, sendo Yanji a que possui a maior delas, onde o censo de 1990 contou a população coreana como superando 170 mil pessoas. Divulgações censitárias oficiais de 2000 ainda não foram publicadas, mas estimativas correntes põem a população coreana como representando de um terço da cidade a mais da metade. Tanto o chinês como o coreano são considerados línguas oficiais da cidade, com todas as placas em texto bilíngue, com coreano em cima e chinês embaixo.

Apesar de haver certa síntese cultural, Yanji é descrita como uma comunidade mais caracteristicamente coreana que chinesa. Dois canais televisivos integralmente em coreano são produzidos localmente, e outros são recebidos tanto da Coreia do Norte como da Coreia do Sul. A comida coreana é extremamente popular. Um festival coreano anual se passa na cidade, com música tradicional, dança, pintura e esportes.

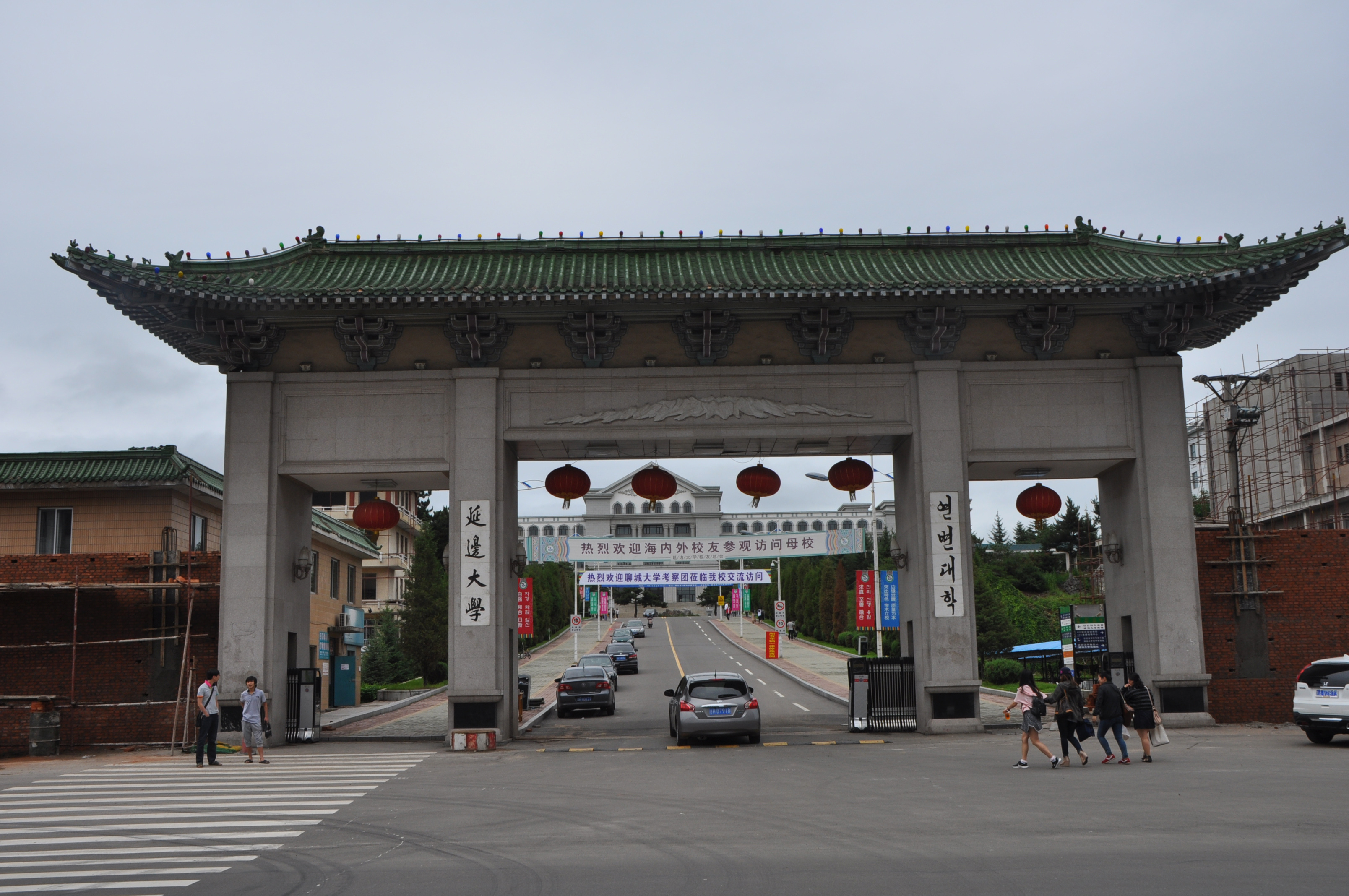
Universidade de Yanbian